# فرنسيسكو دييغو أغيلار
فرنسيسكو دييغو أغيلار (بالإسبانية: Francisco Diego Aguilar)‏ هو سياسي مكسيكي، ولد في 12 يونيو 1972 في مدينة مكسيكو في المكسيك. نشط حزبياً في حزب الثورة الديمقراطية. وقد انتخب عضو مجلس النواب المكسيك.